# RNC6:00
『RNC6:00』（アールエヌシーろくじ）は、1980年4月1日から1988年4月1日まで西日本放送で放送されていた夕方のニュース番組である。新聞のテレビ番組欄には「ニュース (N) RNC6時」と記されていた。
放送エリアの関係から、番組は香川県・岡山県両県のニュースを報じていた。1987年10月2日までは、直後の時間帯に日本テレビ発の全国ニュース番組（『NNN JUST NEWS』→『NNN6:30きょうのニュース』→『NNNライブオンネットワーク』）が放送されていた。
日本テレビ発の全国ニュースが『NNNニュースプラス1』へリニューアルするのに合わせ、番組はこのタイトルでの放送を終了した。本番組の終了以降、RNCの月曜 - 金曜夕方のニュース番組はコンプレックス編成を経て、全国ニュースに内包される形を続けている。

## 歴代アンカー・パーソン（ニュースキャスター）
- 出野雅実、森佳子（担当期間不明）
- 中村常夫、池田弥生（不明 - 1986年4月4日）
- 越智繁彬、上枝（片岡）三佐子（1986年4月7日 - 1987年4月3日）
- 山崎達也、池田弥生、仁多田まゆみ（1987年4月6日 - 1988年4月1日）

## 放送時間
いずれも日本標準時。
- 月曜 - 金曜 18:00 - 18:30 （1980年4月1日 - 1987年10月2日）
- 月曜 - 金曜 18:00 - 19:00 （1987年10月5日 - 1988年4月1日）